# Union (matematik)

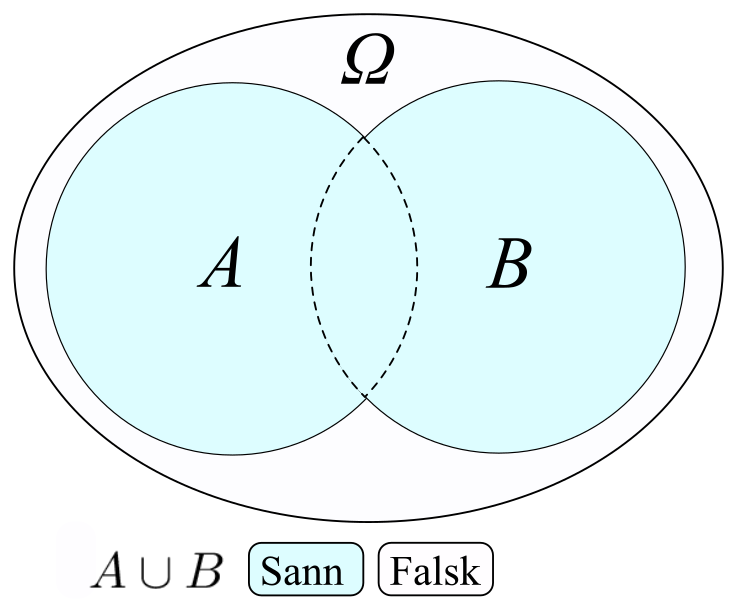
Union av två mängder

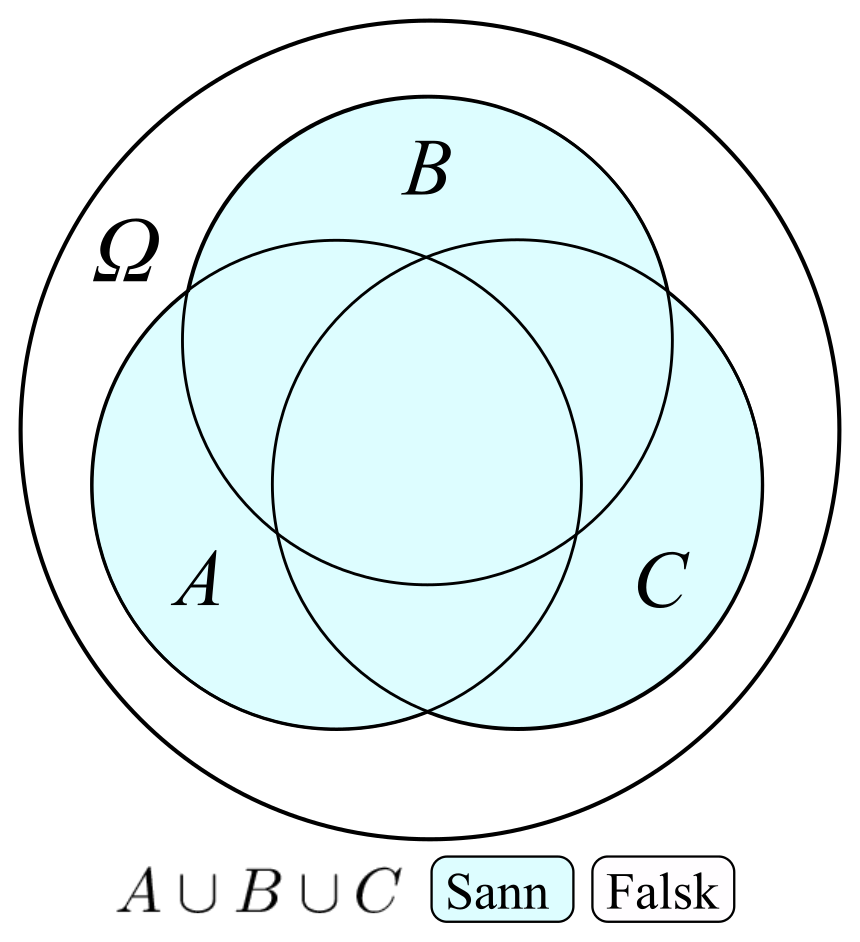
Union av tre mängder

Inom matematiken är unionen av två mängder A och B, mängden av de element som tillhör A eller B. Med "eller", menas här inklusivt eller, vilket innebär att unionsmängden består av de element, vilka tillhör minst en av de två mängderna. Unionen av A och B skrivs A ∪ B där ∪ är symbolen för union.  
Symboliskt definieras unionsmängden av A och B som:
{\displaystyle {A}\cup {B}=\{x\mid \left(x\in {A}\right)\lor \left(x\in {B}\right)\}}
Exempelvis gäller således: A ∪ ∅ = A och A ∪ A = A, där ∅ är symbolen för tomma mängden.  
En union kan omfatta ett godtyckligt antal mängder. Unionen av
{\displaystyle S_{1},S_{2},S_{3},\dots ,S_{n}\,\!}
skrivs ofta som
{\displaystyle S_{1}\cup S_{2}\cup S_{3}\cup \dots \cup S_{n}}

## Exempel
- {A, B, C, D} ∪ {C, D, E} = {A, B, C, D, E}
- {x : x är ett jämnt tal} ∪ {x : x är ett udda tal} = {x : x är ett heltal}
- {x : x är en människa} ∪ {x : x är en svensk medborgare} = {x : x är en människa} (Alla svenska medborgare är människor.)

## Unär union
Den ovanstående binära operatorn är dock enbart ett specialfall av den unära unionsoperatorn, som beskrivs av unionsaxiomet i mängdteorin ZFC:
{\displaystyle \forall x\ \exists \cup \!x:\forall y(y\in \cup x\iff \exists z\in x:y\in z)}
Detta ∪ x utläses unionen av x. En vanlig beteckning är 
{\displaystyle \bigcup _{z\in x}z:=\cup \,x},
som utläses ”unionen av alla z i x”.
Vi ser att den binära unionsoperatorn är ett specialfall, eftersom
{\displaystyle x\cup y=\cup \{x,y\}}